# Huetia tytonis
La talpa dorata somala (Huetia tytonis) è un mammifero della famiglia dei Crisocloridi, endemico della Somalia.

## Distribuzione e habitat
È conosciuto per un unico esemplare ritrovato nel 1968 nei pressi di Jawhar, nella Somalia meridionale (Shabeellaha Dhexe).

## Tassonomia
Descritta da  Simonetta (1968) come Amblysomus tytonis la specie fu successivamente attribuita al genere Chlorotalpa  da Meester (1974). Recenti analisi cladistiche hanno evidenziato affinità filogenetiche con la talpa dorata del Congo (Huetia leucorhina) suggerendone l'assegnazione al genere Huetia.

## Conservazione
I dati della popolazione sono incerti perché si sono trovate tracce di questo animale solo negli escrementi degli uccelli che se ne nutrono. È ufficialmente classificato dall'IUCN come "dati insufficienti".